# Czarna (Petite-Pologne)
Pour les articles homonymes, voir Czarna.
Czarna est une localité polonaise de la voïvodie de Petite-Pologne et du powiat de Gorlice.